# Patria Vieja
Patria Vieja (česky Stará vlast) odkazuje na časové období v dějinách Chile mezi první vládní juntou (18. září 1810) a katastrofou Rancaguy (1. října 1814). V tomto období byla přijata chilská opatření pro uvěznění Ferdinanda VII. Španělského Napoleonem a tím byla zahájena vládní organizace Chilského království, které přísahalo věrnost Ferdinandu VII.
Toto období bylo charakterizováno transformací od hnutí dočasné autonomie k hnutí úplné nezávislosti. Dvě věci, které vynikly během tohoto období, byla politická významnost Carrerských bratrů, zejména José Miguela Carrera a armádní bitvy, v jejichž čele stál Bernardo O'Higgins jako generál. (Bitva o Membrillar, bitva u Yerbas Buenas a bitva u El Roble).

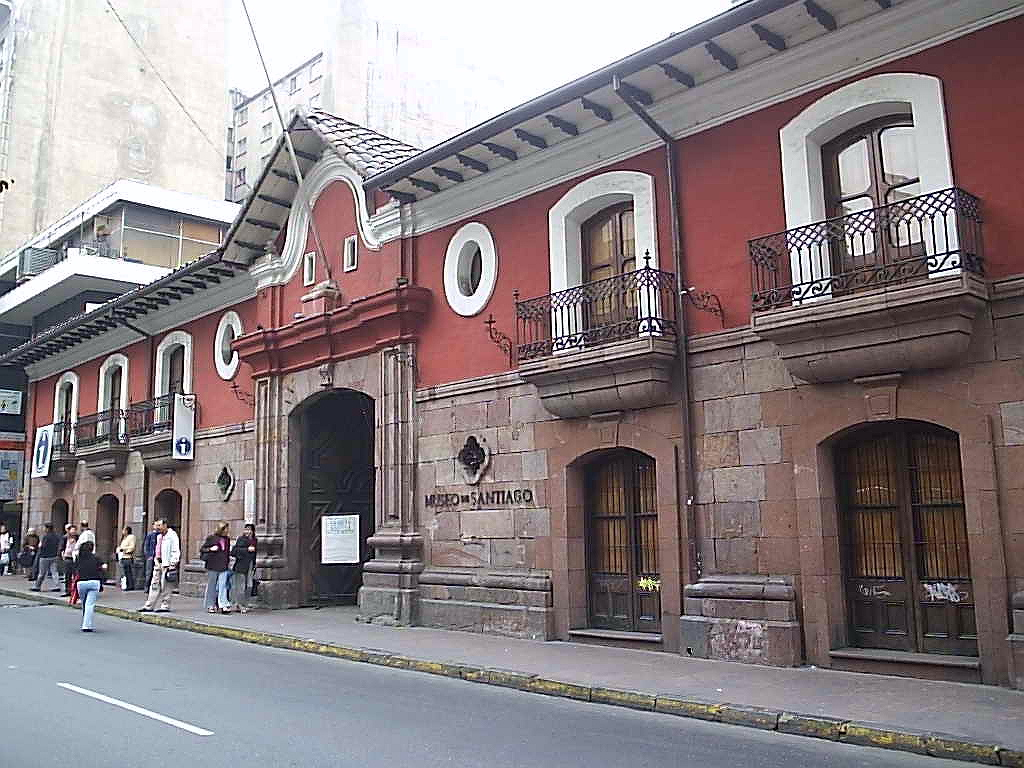
La Casa Colorada, rezidence guvenéra Matea de Toro y Zambrana

Během této doby byla zorganizována vládní junta Chile, stejně jako národní kongres, aby spravovaly zemi během věznění krále. Kongres schválil zákon o svobodě lůna, který stanovil, že všechny děti otroků narozené na chilské půdě od tohoto okamžiku budou svobodné. V roce 1812 byl přijat první ústavní dekret, který souhlasil s uznáním krále, pokud přijme určitá ústavní nařízení.